# Pietra di Ezanà

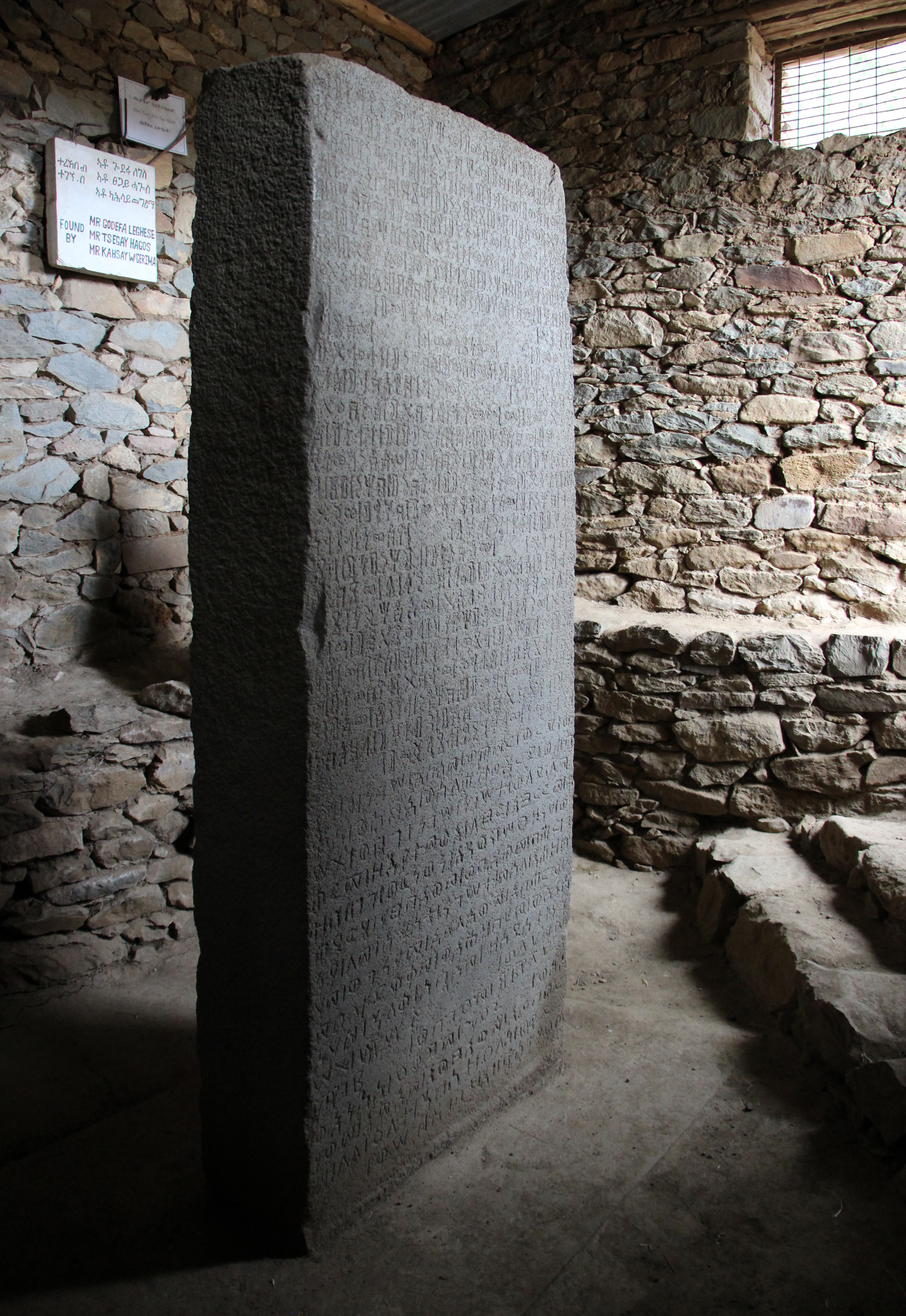
Inscrizione trilingue di Ezanà che racconta la sconfitta di vari popoli confinanti

La pietra di Ezanà è un artefatto dell'antico regno di Axum. Si tratta di una pietra monumentale che documenta la conversione di re Ezanà al Cristianesimo, e come sottomise vari popoli confinanti tra cui i Meroë.

## Storia
Dal 330 al 356 re Ezanà regnò sull'antico regno axumita nel Corno d'Africa. Ezanà combatté contro i Nubiani registrando le proprie vittorie su una pietra scritta in lingua ge'ez (l'antica lingua etiope), in sabeo (Arabia meridionale) ed in greco, ringraziando Dio per le sue vittorie. Le incisioni nella pietra hanno creato un monumento trilingue simile alla stele di Rosetta.
La Chiesa ortodossa etiopica nacque in questo periodo. L'opera "Storia Ecclesiastica" di Rufino dice che san Frumenzio, schiavo e tutore del giovanissimo re, lo convertì al Cristianesimo. Verso la fine del suo regno, re Ezanà lanciò una campagna contro i Cusciti attorno al 350, che portò alla caduta del regno di Kush. Varie inscrizioni su pietra scritte in alfabeto ge'ez sono state trovate a Meroë, città capitale dei Cusciti.